# Wasserstraße (Petershagen)
Wasserstraße ist ein Stadtteil der Stadt Petershagen im Kreis Minden-Lübbecke in Nordrhein-Westfalen. Der Stadtteil hat eine Fläche von 10,48 km² und 889 Einwohner (Stand: 31. Dezember 2022).

## Geografie
Wasserstraße liegt im nordöstlichsten „Zipfel“ Nordrhein-Westfalens: Das Dorf befindet sich an der Weser nördlich der Kernstadt direkt an der Grenze zum Landkreis Nienburg/Weser und 16 km vom Steinhuder Meer entfernt. 
In Wasserstraße befindet sich an der Weser mit 27,0 m über NN der niedrigste Punkt des Stadtgebietes Petershagen.
3 km nördlich von Wasserstraße befindet sich die Gemeinde Leese in Niedersachsen. 
Die Umgebung von Wasserstraße ist sehr ländlich geprägt. Große angrenzende 
Waldflächen, die Nähe zum Kloster Loccum, die Weser und der sie begleitende Fahrradweg sind Anziehungspunkte für den Fremdenverkehr.

## Geschichte
Nach einer Erzählung entstand der Name Wasserstraße durch den Postkutscher, der von Leese her kommend immer durch die nicht befestigte sogenannte Dunkelstraße musste. Da dieser Weg immer sehr matschig war, und auch häufig das Wasser darauf stand, soll der Postkutscher immer gesagt haben, „wenn ich doch bloß schon durch diese Wasserstraße durch wäre“. Dieser Ausspruch soll dem Dorf den Namen gegeben haben. 
Am 1. Januar 1963 wurde aus dem rechts der Weser gelegenen Teil der Stadt Schlüsselburg, in dem die Ortsteile Hoppenberg und Wasserstraße lagen, die neue Gemeinde Wasserstraße gebildet.
Die Gemeinde Wasserstraße, die im Kreis Minden zum Amt Windheim gehörte, wurde am 1. Januar 1973 in die Stadt Petershagen eingegliedert. Am 31. Dezember 1972 hatte der Ort 995 Einwohner, die auf 10,48 km² lebten.

## Politik
Stefan Uhlmann ist Ortsbürgermeister.

## Wirtschaft und Infrastruktur
In Wasserstraße befindet sich das Rittergut Schlüsselburg, welches mit Ackerbau, Viehhaltung sowie Vermietung von Wohnungen und Ferienwohnungen bewirtschaftet wird.
Wasserstraße hatte eine Grundschule mit Einzugsbereich der Ortschaften Ilvese, Heimsen und Schlüsselburg.
Örtlicher Sportverein ist der Turn- und Sportverein Wasserstraße e. V. (TuS Weserstrand von 1912 Wasserstraße e. V.) Des Weiteren verfügt Wasserstraße über folgende Kulturgemeinschaften und Vereine:
- Kulturgemeinschaft Wasserstraße,
- Feuerwehrmusikzug Wasserstraße,
- Förderverein Grundschule Wasserstraße,
- Landwirtschaftlicher Ortsverein Wasserstraße,
- Seemannsverein Wasserstraße,
- Senioren-Club Wasserstraße,
- Taubenverein Wasserstraße

Wasserstraße wird von der Bundesstraße 482 durchquert. Die B 482 verläuft nur unweit der früheren Dunkelstraße.